# 비쿠냐속
비쿠냐속은 낙타과의 한 분류이다. 비쿠냐와 알파카 두 종으로 이루어져 있다.